# Лисенко Іван Устимович
Іван Лисенко Устимович — старший сержант та танкіст Робітничо-селянської Червоної Армії, учасник Німецько-радянської війни, Герой Радянського Союзу (1944).

## Галерея

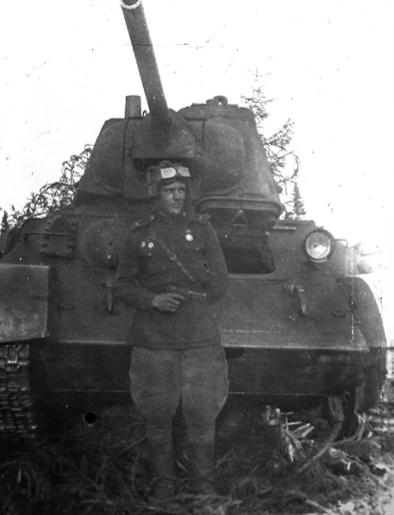
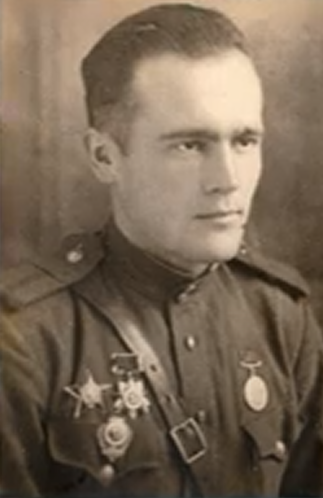
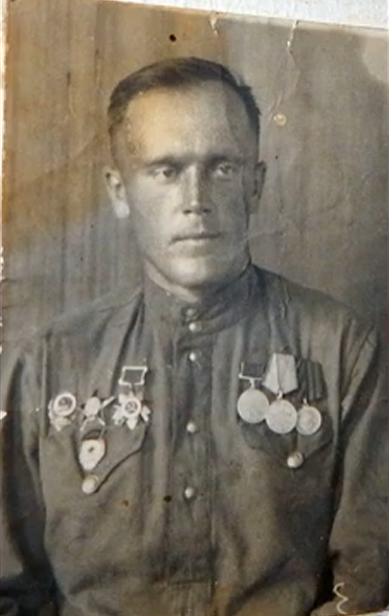